# Ultrakonzervativizmus
Az ultrakonzervativizmus szélsőségesen konzervatív nézetekre utal a politikai vagy a vallási áramlatokban.

## A mai politikában
A modern politikában az ultrakonzervatív általában a szélsőjobboldal konzervatívjait jelenti.
Jellemzői, hogy gyakran globalizációellenesek, bevándorlásellenesek, nacionalista és szuverenista állásponttal populista retorikát folytatnak, a hierarchiát bebetonozni szándékozó, felülről irányított konformista retorikával és politikai polarizációval, azaz hogy a lakosság két, politikai nézetet és a világnézeteket strukturáló pólusra oszlik, azzal, hogy a csoporton belüli és a csoporton kívüli identitásellenzékre játszanak.
A legtöbb ultrakonzervatív csoport elsődleges gazdasági ideológiája a neoliberalizmus. Az összeesküvés-elméletek használata gyakori a körükben.